# Tomba de Raquel

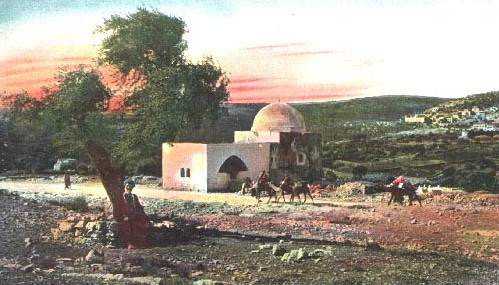
La Tomba de Raquel.

La Tomba de Raquel és un lloc sagrat del judaisme, situat entre la ciutat cisjordana de Betlem i el barri de Jerusalem de Giló. Les autoritats israelianes han creat una extensió de la barrera israeliana de Cisjordània que s'endinsa en territori cisjordà i engloba la carretera d'accés i la pròpia tomba. La visiten desenes de milers de turistes cada any i la seva festivitat principal és el dia 11 del mes hebreu de jeshván (octubre o novembre), en què milers de jueus ortodoxos acudeixen a visitar-la.
Segons la Torà, Raquel va ser sepultada en el camí d'Efrata, o sigui a Betlem, on Jacob va erigir un deixant sobre el seu sepulcre. No obstant això, la ubicació exacta de la tomba de Raquel és un tema discutit. Un passatge del Llibre de Jeremies sembla indicar que es troba en el límit nord de Benjamí, cap a Efraím, a deu milles al nord de Jerusalem aproximadament. No obstant això, la tradició (almenys des del segle IV) situa la tomba a quatre milles al sud de Jerusalem i una milla al nord de Betlem.
El febrer de 2010 va ser declarada pel Govern d'Israel, juntament amb la Tomba dels Patriarques a Hebron, Lloc de Patrimoni Nacional. La declaració va originar protestes per part de joves palestins a diverses ciutats de Cisjordània.